# 蠟筆小新動畫集數列表
《蠟筆小新動畫集數列表》，是根據臼井儀人的原作漫畫《蜡笔小新》改編的動畫作品，於朝日電視台放映，由1992年4月13日開始播放至今。

## 標題列表
- 1992年 - 2001年

第1話 - 第422話
- 2002年 - 2011年

第423話 - 第755話
- 2012年 - 2021年

第756話 - 第1112話
- 2022年 -

第1113話 - 